# 坪岚铁路
坪岚铁路，又称坪岚线，途径日照、临沂两市，是中国山东省东南部的一条铁路，该线西起莒南县坪上镇与国铁干线菏兖日铁路在铁牛庙站接轨，东至国家一类开放口岸日照岚山港区。始建于1986年10月11日，1990年4月1日建成通车。是日照岚山港区的疏港铁路。
坪岚铁路连接全国最大木材进口加工集散地及山东省重要钢铁生产基地，是鲁南经济圈最便捷的出海铁路通道。由于坪岚铁路货运量逐年攀升，2022年达到3000万吨，运输能力已近饱和。2022年3月坪岚铁路扩能改造工程启动。该工程总投资20.6亿元，改造线路全长33公里，线路等级为国铁I级，改造完成后，坪岚铁路年运输能力将由3000万吨提升至8000万吨。2023年9月26日，由山东高速集团投资建设的省内第一条复线地方铁路——坪岚铁路扩能改造工程竣工通车。